# Mistrzostwa Świata w Kajak-Polo 2012
Mistrzostwa Świata w Kajak-Polo 2012 – mistrzostwa świata w kajak-polo, które odbyły się w Poznaniu w dniach 5–9 września 2012, na torze regatowym na jeziorze Malta.

## Zwycięzcy

### Mężczyźni
- 1. miejsce:  Australia
- 2. miejsce:  Belgia
- 3. miejsce:  Brazylia
- 15. miejsce:  Polska

### Kobiety
- 1. miejsce:  Australia
- 2. miejsce:  Kanada
- 3. miejsce:  Chińskie Tajpej
- 12. miejsce:  Polska

### Mężczyźni poniżej 21 lat
- 1. miejsce:  Belgia
- 2. miejsce:  Kanada
- 3. miejsce:  Czechy
- 13. miejsce:  Polska

### Kobiety poniżej 21 lat
- 1. miejsce:  Kanada
- 2. miejsce:  Francja
- 3. miejsce:  Niemcy
- 7. miejsce:  Polska